# Sex & Religion
Sex & Religion är ett album av Steve Vai, utgivet 27 juli 1993 på skivbolaget Epic Records. Devin Townsend medverkade som sångare, och skrev även låten "Pig" tillsammans med Vai. Övriga medverkande var trummisen Terry Bozzio och basisten T.M. Stevens.
Albumet nådde 48:e plats på Billboard 200.

## Låtlista
Samtliga låtar skrivna av Steve Vai, om annat inte anges.
1. "An Earth Dweller's Return" - 1:04
2. "Here & Now" - 4:47
3. "In My Dreams With You" (Desmond Child/Roger Greenawalt/Steve Vai) - 5:00
4. "Still My Bleeding Heart" - 6:00
5. "Sex & Religion" - 4:24
6. "Dirty Black Hole" - 4:27
7. "Touching Tongues" - 4:33
8. "State of Grace" - 1:41
9. "Survive" - 4:46
10. "Pig" (Devin Townsend/Steve Vai) - 3:36
11. "The Road to Mt. Calvary" - 2:35
12. "Down Deep Into the Pain" - 8:01
13. "Rescue Me or Bury Me" - 8:25